# Stanko Horvat
Stanko Horvat (Zagreb, 12. ožujka 1930. – Zagreb, 30. listopada 2006.) hrvatski skladatelj i glazbeni pedagog

## Životopis
Rođen je u Zagrebu. Studij kompozicije završio je kod Stjepana Šuleka na Muzičkoj akademiji u Zagrebu 1959. Godine 1958-1959 stručno se usavršavao u Parizu kod Renea Leibowitza. Od 1961. godine radi na Muzičkoj akademiji u Zagrebu, prvo kao profesor teoretskih predmeta, da bi kasnije preuzeo katedru kompozicije, gdje je odgojio velik broj danas najznačajnijih hrvatskih skladatelja (Frano Parać, Ivo Josipović, Berislav Šipuš, Mladen Tarbuk, Srđan Dedić,Srećko Bradić, Sanda Majurec Zanata, Vjekoslav Nježić i drugi).Od 1976. do umirovljenja bio je redovan profesor te ustanove, a dekan od 1977. do 1981. godine. Izuzetno angažiran na svim poljima gdje je o suvremenoj glazbi riječ, bio je od 1974. do 1979. godine predsjednik društva skladatelja, a od 1975. bio je suradnik, a od 1985. do 1989. godine i umjetnički direktor Muzičkog biennala Zagreb (uredio je zajedno s prof. Nikšom Gligom neke od antologijskih godina tog festivala, kada je npr. Zagreb posjetio John Cage, Luciano Berio itd). Godine 1977. kao DAAD-ov stipendist je boravio u Berlinu, gdje je radio u elektronskom studiju  ..Od 1992. je član suradnik, a od 1998. bio je redovan član Hrvatske akademije znanosti i umjetnosti. Nagrađen je brojnim nagradama i priznanjima: Nagradom grada Zagreba 1967. (  za "Koncert za glasovir i orkestar " i "Rondo " za gudači kvartet), nagradom Josip Štolcer Slavenski za Sonnant za glasovir 1970., nagradom Vladimir Nazor za kantatu "Jama "1971., nagradom Vladimir Nazor za zborske skladbe "Slovo o slovu" i Zapis o očima" 1980., spomen - poveljom Hrvatskog društva skladatelja za zasluge u organizaciji Muzičkog biennala 1980., nagradom Josip Štolcer Slavenski za životno djelo 1990., nagradom Boris Papandopulo za orkestralnu skladbu "Zvuk i bijes" 1997., nagradom Vladimir Nazor za životno djelo 2001. godine i brojnim drugim nagradama.1991. je preuzeo dužnost glavnog urednika notnih izdanja HDS-a "Ars croatica", gdje je radio do 2001.Njegova djela se izvode u Hrvatskoj,  u svim evropskim državama i gotovo na svim kontinentima.

## Značajke Horvatove glazbe
Nema sumnje da je najznačajnija osobina Horvatove glazbe njegov odnos prema tradiciji - dapače ovu osobinu i sam je skladatelj u više navrata potvrđivao čak ističući da sebe ne smatra avangardnim skladateljem.
Po riječima Nikše Glige ako bi njegovo djelo po svaku cijenu htjeli negdje smjestiti onda bi to bilo negdja između opusa Luigija Nona i Hansa Wernera Heinzea,no uz naglasak na činjenici da ni jednu od tih paradigmi ne možemo smatrati nekakvim neposrednim uzorom.

## Djela
- Passacaglia i fuga,za gudački orkestar 1952.
- Concertino za gudače 1952.
- Koralne varijacije, za gudački kvartet 1953.
- Varijacije za klavir 1953.
- Sinfonietta 1954.
- Simfonija 1956.
- Concerto rustico,za gudače 1957.
- Četiri stavka za gudače 1959.
- Simfonijski stavak 1960.
- Kurir i šuma, muzička priča 1962.
- Kontrasti, za gudački kvartet 1963.
- Varijante, za glasovir 1965.
- Rondo, za gudački kvartet 1967.
- Koral za gudače 1967.
- Koncert za klavir i orkestar 1967.
- Taches, za klavir i komorni orkestar 1967.
- Krik, ciklus pjesama za mezzosoprana i orkestar 1968.
- Hymnus za orkestar 1969.
- Sonnant, za glasovir 1969.
- Trialogue, za Martenotove valove 1969.
- Perpetum mobile,za gudače 1970.
- Traumerei, za glasovir 1970.
- Jama, kantata za bas, zbor i orkestar 1971.
- Tri legende, televizijska opera prema Augustu Šenoi 1972.
- Kolo bola, za mješoviti zbor 1977.
- Zapis o vremenu, za solobasa i vrpcu 1979.
- Accords, za glasovir 1979.
- Slovo o slovu, za mješoviti zbor 1980.
- Zapis o očima, za mješoviti zbor 1980.
- Notturno,za gudače 1980.
- Appel, za puhački kvintet 1982.
- Frammenti, za trubu, trombon, violončelo i kontrabas 1982.
- Ostinati, za klavir 1982.
- Manual, za glasovir 1985.
- S podignutom rukom, kantata za muški zbor i orkestar 1985.
- Memorial, za glasovir i orkestar 1986.
- Quartetto, za gudački kvartet 1988
- Deux poemes de Guillaume Apollinaire,za dvanaest pjevača 1990.
- Tri capriccia, za violinu i glasovir 1990.
- Toccata,za glasovir 1990.
- Quasi una fantasia... za klavirski trio i gudače 1992.
- De diebus furoris,za glasovir 1992.
- Šum krila,šum vode,kantata za sopran i orkestar,na stihove V.Parun 1992.
- Duo amical, za dvije violine 1992.
- Tišina i uzdasi,za sopran,vibrafon i udaraljke,na stihove D.Robić 1993.
- Jeu des cloches,za marimbafon i gudački kvartet 1994.
- Preobražaj,opera u jednom činu ,prema noveli Franza Kafke 1995.
- Cantilene,za simfonijski orkestar 1996.
- Zvuk i bijes,za simfonijski orkestar 1996.
- Concertino, za glasovir i puhače 1996.
- Drammatico, za kvartet saksofona 1996.
- Malinconia, za engleski rog i basklarinet 1996.
- Crne pjesme, za bariton i 13 gudača,na stihove D.Robić 1997.
- Frenesie, za 2 kontrabasa 1997.
- In modo rustico, za basklarinet i glasovir 1997.
- Discantus, za glasovir 1997.
- Paysage sombre, za glasovir 1997.
- Tin, simfonija za mezzosopran i bas solo,mješoviti zbor i simfonijski puhački orkestar,na stihove T.Ujevića 1999.
- Dvije studije za glasovir 1999.
- Etida invencija, za glasovir 1999.
- Ljetni diptih, za violončelo i orkestar 2000.
- Rocambole, za kvartet saksofona 2000.
- Allegro giocoso, za flautu i trubu 2001.
- Kafkofonie, za gitaru i gudački kvartet 2001.
- Tri preludija, za glasovir 2001.
- Dah i dodir, za glasovir i puhački kvintet 2002.
- Scenes, za violinu i violu 2002.
- Za Pavicu, za glasovir 2003.
- Fablier, za trio gitara 2003.
- Dythirambos, za simfonijski orkestar 2004.
- Ben misurato, za glasovir 2004.
- Silazak na vrh, za glas i komorni ansambl,na stihove L.Paljetka,posljednji skladateljev opus,instrumentirao B.Šipuš 2006.

## Diskografija
- Hymnus,za orkestar Jugoton 1976.
- Perpetum Mobile Jugoton 1976.
- Taches,za klavir Jugoton 1976.
- Sonnant,za klavir Jugoton 1976.
- Šum krila,šum vode HDS/HRT 1998.
- Accords HDS-MBZ/HRT 1999.

## Vanjske poveznice
- HAZU, Stanko Horvat